# دانشگاه اقتصاد و حقوق اوکراین غربی
دانشگاه اقتصاد و حقوق اوکراین غربی (به لاتین: West Ukrainian University of Economics and Law) یک دانشگاه در اوکراین است که در ایوانو-فرانکیفسک واقع شده‌است.